# سیریزجان
سیریزجان، روستایی از توابع بخش جره و بالاده شهرستان کازرون در استان فارس ایران است.

## جمعیت
این روستا در دهستان جره قرار دارد و براساس سرشماری مرکز آمار ایران در سال ۱۳۹۵، جمعیت آن ۶۱۰ نفر (۱۷۲ خانوار) بوده‌است.